# Schoenus armeria
Schoenus armeria är en halvgräsart som först beskrevs av Christian Gottfried Daniel Nees von Esenbeck, och fick sitt nu gällande namn av Johann Otto Boeckeler. Schoenus armeria ingår i släktet axagssläktet, och familjen halvgräs. Inga underarter finns listade i Catalogue of Life.